# Tool
Tool je američki heavy metal sastav, osnovan 1990. godine, u Los Angelesu, Kalifornija.
Članovi su bubnjar Danny Carey, basist Justin Chancellor, gitarist Adam Jones, i pjevač Maynard James Keenan.
Glazba sastava opisuje se kao progresivni rock, art rock, alternativni metal i progresivni metal.

## Diskografija

### Studijski albumi
- 1993. - Undertow (2x Platinasto, Zoo/BMG/Volcano: USA)
- 1996. - Ænima (3x Platinasti, Zoo/BMG/Volcano: USA)
- 2001. - Lateralus (2x Platinasti, Volcano II/Tool Dissectional: USA)
- 2006. - 10,000 Days (Platinasti, Volcano II/Tool Dissectional: USA)
- 2019. - Fear Inoculum (Volcano II/Tool Dissectional: USA)

### Ostalo
- 1991. - Tool poznat kao i  72826 demo (Toolshed)
- 1992. - Opiate EP (Platinum, Zoo/BMG/Volcano: USA)
- 2000. - Salival box set (Volcano II/Tool Dissectional: USA)

## Vanjske poveznice
- Toolband.com - Službene internet stranice